# Epivat

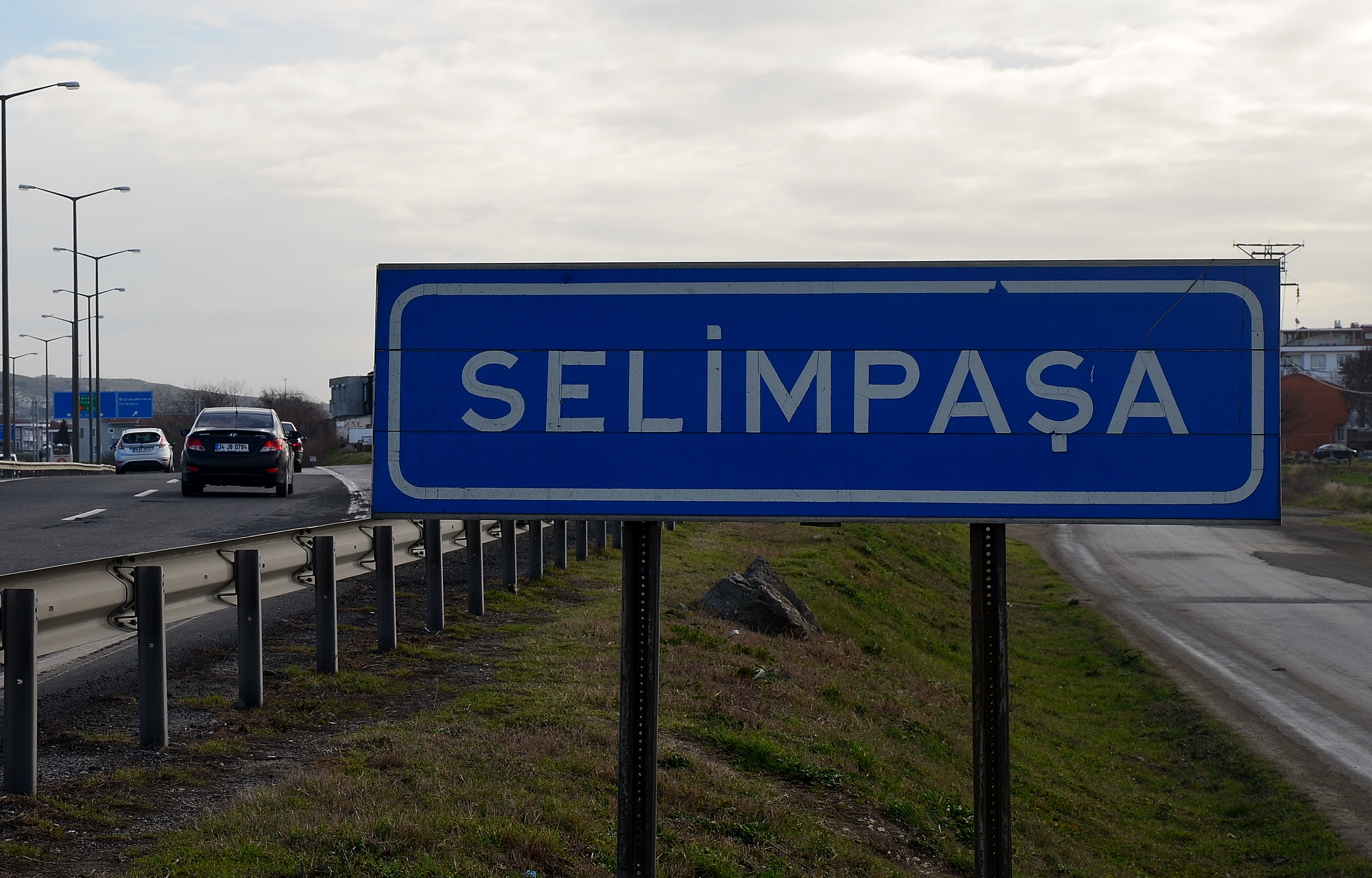
Localitatea bizantină Epivate în care s-a născut sfânta Parascheva se numește acum Selimpașa.

Selimpașa, cunoscut în Bizanț ca Epibates și ortografiat uneori Epivat, Epivata, Epivates sau Epibatos, (în greacă Επιβάτες), este un oraș mic în partea europeană a Turciei, în apropiere de Silivri, în provincia Istanbul.
Orașul este situat pe coasta de nord-vest a Mării Marmara, la 50 kilometri (31 mi) vest de Istanbul și la 13 kilometri (8,1 mi) est de Silivri pe autostrada D100. Selimpașa este astăzi o stațiune de vară, cu plaje lungi de nisip.
Orașul Epivat este locul de naștere al sfintei ortodoxe Parascheva.